# ジュネーヴ市電Be4/6形電車
Be4/6形は、スイス・ジュネーヴの路面電車であるジュネーヴ市電で運行されている電車。第二次世界大戦後に製造された路面電車車両で初めて床面高さを下げた低床構造を本格的に採用し、以降世界中で開発・製造が行われる事となる超低床電車の先駆けとなった車両である。
この項目では、3車体連接車のBe4/8形についても解説する。

## 概要・運行
1862年に馬車鉄道として開通し、1894年以降電化が行われたジュネーヴ市電は最盛期となる1922年に総延長169.8km・15系統を持つ大規模な路面電車網になっていたが、モータリーゼーションの進行により廃止が進み、1969年には僅か1つの系統を残すのみとなっていた。だが、1970年代以降の環境問題への意識の高まりと共に路面電車の見直しが始まり、路線延長を含めた大規模な近代化プロジェクトが行われる事となった。その一環として導入された新型車両がBe4/6形である。
片運転台式の2車体連接車で、運転台は集電装置（シングルアーム式パンタグラフ）が設置されている車体（前方車体）にのみ存在し、乗降扉も片側にのみ設置されている。車軸付きの付随台車は後方車体の連結面付近にあるが、車輪の直径を375 mmと小さくした事で床面高さが480 mmまで低くなっており、車内の60.4％が段差なく乗降が可能な低床構造となっている。一方で車体両端の動力台車は従来の車軸を有した構造を持つモノモーター式ボギー台車となっており、床面高さも660mmと後述の通り往来の際にステップを介する必要がある高床式である。
乗降扉は低床部分にのみ設置されており、乗降時の利便性が図られている他、両端の乗降扉には車椅子使用客用の収納式のステップが搭載されている。一方で低床部分と高床部分は2段ステップで繋がっており、高床部分にも座席が設置されている。
1984年に試作車である801が製造され、試験の後1987年から1989年にかけて量産車（802-830）が29編成製造された。後述の通り一部編成は3車体連接車のBe4/8形に改造されており、2019年現在は24編成が在籍する。

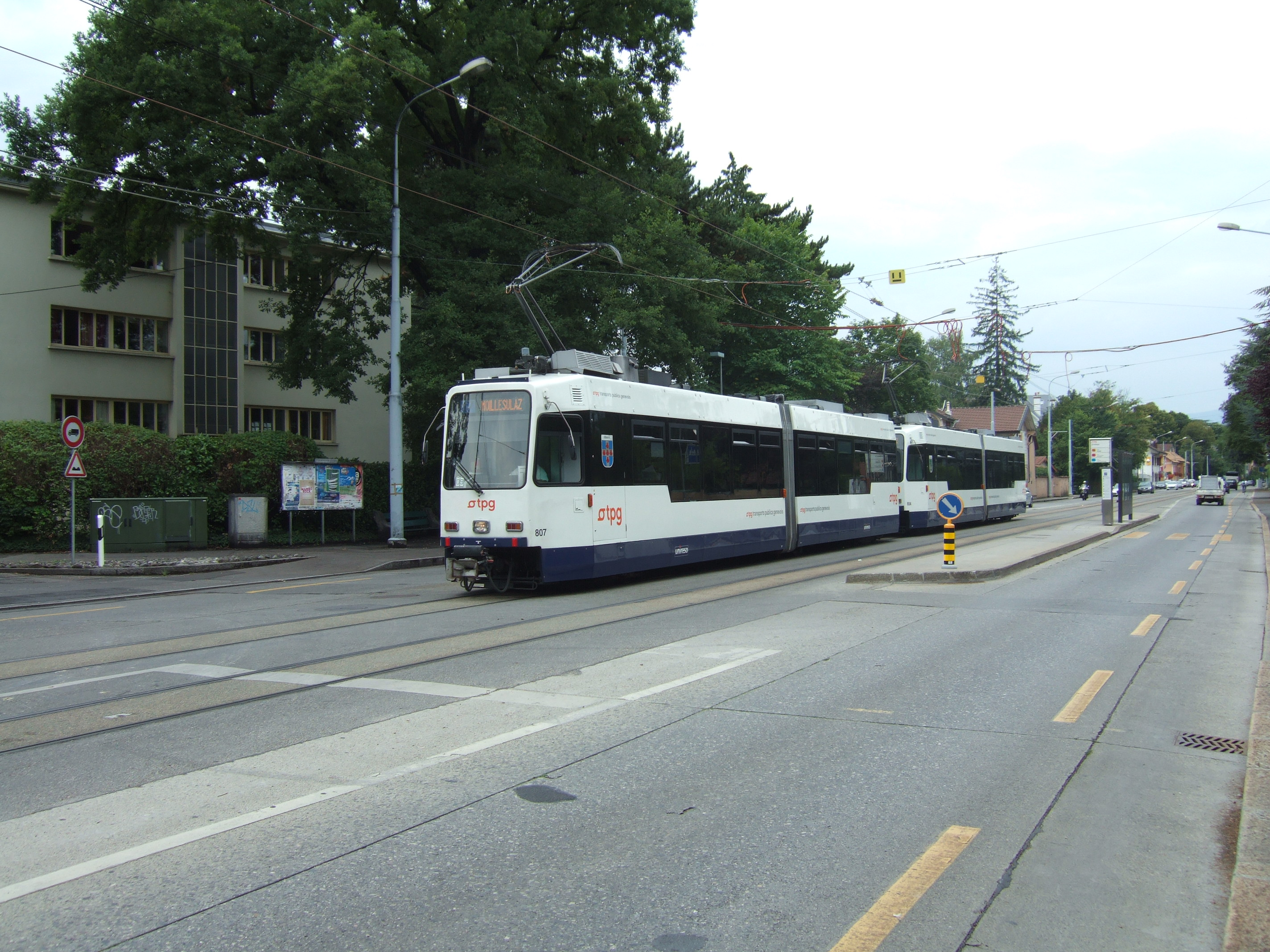
新塗装
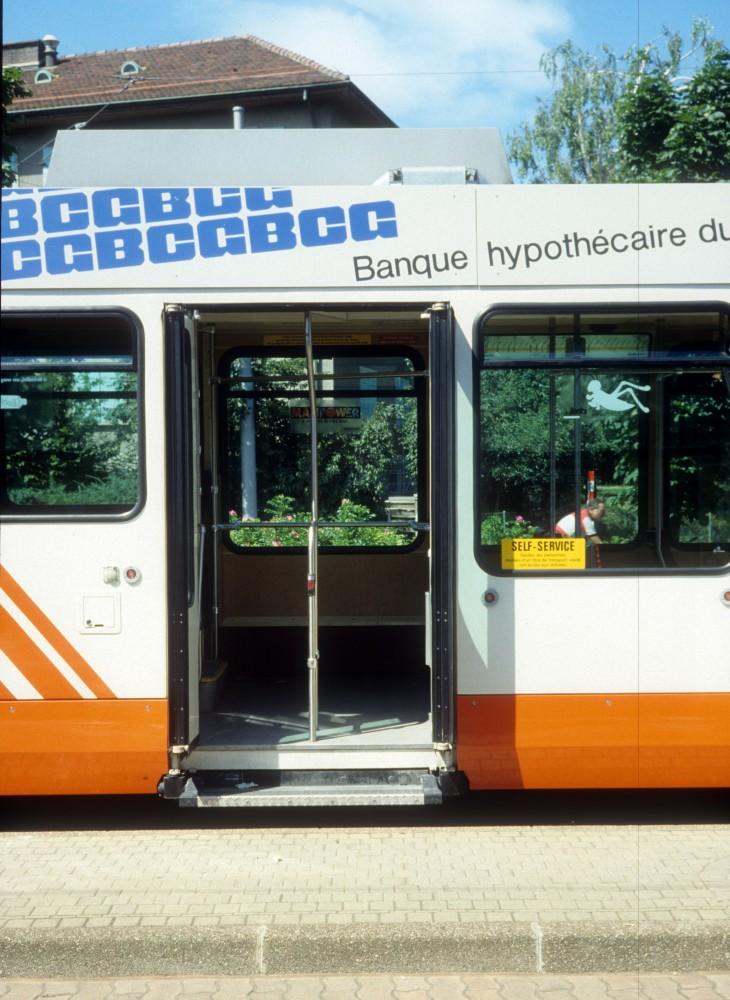
ステップを展開した乗降扉の様子
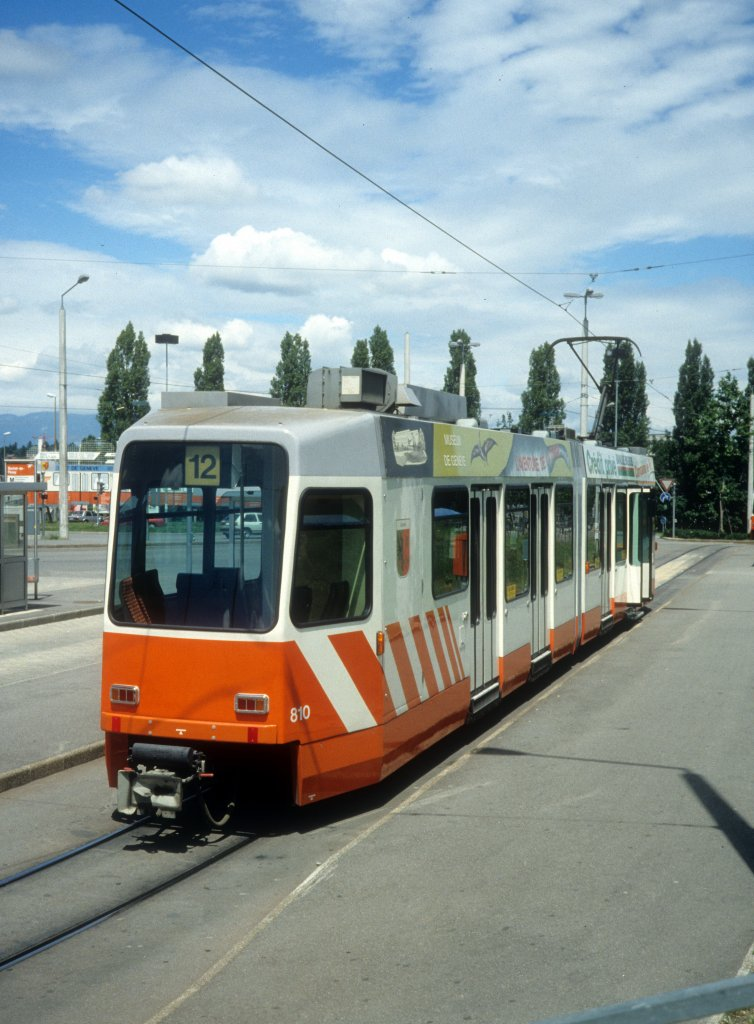
後方車体に運転台はない

## Be4/8形

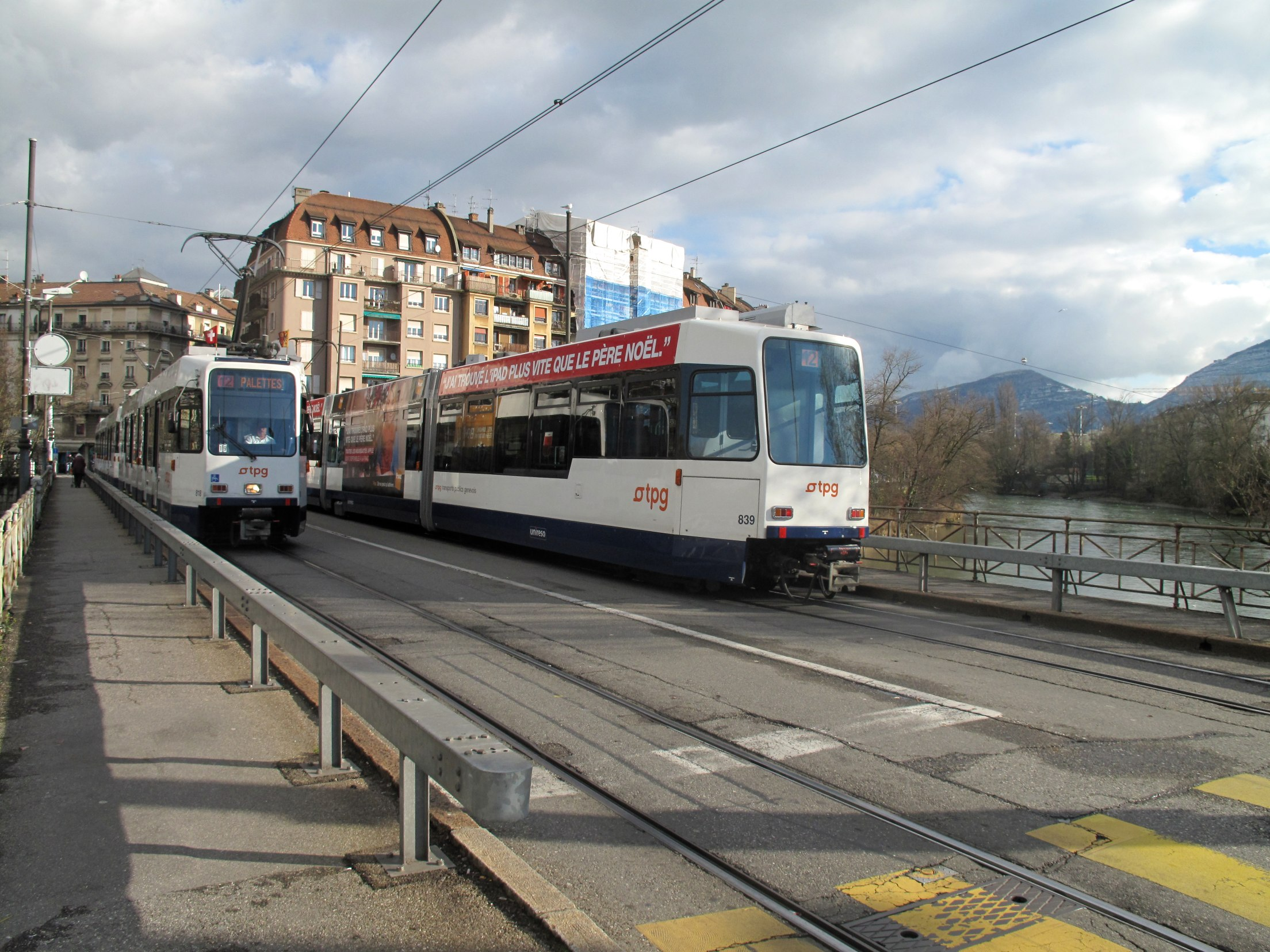
新塗装 後方車体には運転台がない

1989年に製造された車両は、中間車体が追加された3車体連接車のBe4/8形として導入されている。新規に追加された中間車体は集電装置がある先頭車体側にのみ小径車輪を用いたボギー台車が設置されており、車輪の直径は曲線や分岐器走行時の安定性を確保するためBe4/6形から拡大した410 mmに変更されている。編成全体の低床率は72％である。
Be4/8形として製造された16編成（831-846）に加え、1995年（829、830→847、848）、1996年（828、827→849、850）、2001年（824、823→851、852）にはBe4/6形に中間車体を挿入した編成が導入され、2019年現在は22編成が運行に就く。
- 新塗装
後方車体には運転台がない

## 今後の予定
2025年以降ジュネーヴ市電にはシュタッドラー・レールが展開する超低床電車のトラムリンクが導入される予定となっており、Be4/4形およびBe4/8形は全車とも置き換えられる。